# دواء (فلم)
دواء (باليابانية: キュア) هو فيلم رعب نفسي ياباني صدر عام 1997 من كتابة وإخراج كيوشي كوروساوا، وبطولة كوجي ياكوشو، وماساتو هاجيوارا، وتسويوشي أوجيكي، وآنا ناكاجاوا. تتبع القصة محققًا يحقق في سلسلة من جرائم القتل البشعة حيث يتم نحت علامة إكس في رقبة كل ضحية، ويتم العثور على القاتل بالقرب من الضحية في كل حالة وهو لا يتذكر شيئًا عن الجريمة. يُعتبر مُسَببًا لانفجار وسائط الرعب اليابانية في أواخر التسعينيات وبداية الألفية الجديدة، متفوقًا على إصدارات أخرى كفيلم رينغ لهيديو ناكاتا وجو-أون: الحقد لتاكاشي شيموزو.
كان يحمل الفيلم في الأصل عنوان «المبشر» (伝道師)، وتم تغيير اسم الفيلم بسبب عملية الغازات السامة في مترو طوكيو التي نفذتها طائفة أوم شنريكيو والتي حدثت أثناء إنتاج الفيلم. لتجنب الإشارة إلى وجود علاقة طائفية دينية بالجرائم الواردة في القصة، تمت إعادة تسميته «دواء» بناءً على اقتراح أحد منتجي فيلم. صدر الفيلم ليحظى بإشادة قوية من النقاد في اليابان وعلى المستوى الدولي، حيث أشاد النقاد بإخراج كوروساوا بالإضافة إلى التصوير والأجواء. في عام 2012، أدرج مخرج الأفلام الكوري الجنوبي بونغ جون هو هو الفيلم كواحد من أعظم الأفلام على الإطلاق. هذا هو التعاون الأول بين كوروساوا والممثل ياكوشو.

## القصة
كينيتشي تاكابي، محقق في قسم شرطة العاصمة طوكيو، يشارك في التحقيق في سلسلة غريبة من جرائم القتل العنيفة التي ترتكبها أفراد يبدو أنهم عشوائيون. في كل حالة، تم القبض على القتلة بالقرب من موقع الجريمة. قام كل منهم بتشويه ضحيته بنحت إكس كبيرة على عنقه أو صدره. على الرغم من اعتراف جميع الجناة بسرعة وتذكرهم لأفعالهم، لا يبدو أن أحد لديه دوافع أو تفسيرات كبيرة لأفعالهم. تاكابي يجد نفسه في حيرة من أمره. حياته الشخصية أيضا تتدهور، حيث تعاني زوجته فومي من فترات من الفصام وغالبًا ما تضيع في الحي.
تاكابي، بالتعاون مع صديقه وزميله، الطبيب النفسي الشرعي ساكوما، يقرران في النهاية أن هناك رجلاً واحدًا يربط بين جرائم القتل، حيث يقوم كل شخص يأتي في اتصال معه بارتكاب جريمة قتل بعد وقت قصير. يظهر الرجل، ماميا، بأنه يعاني من فقدان ذاكرة قصير المدى؛ حيث يبدو مرتبكًا باستمرار حول اليوم الذي يعيش فيه، ومكانه، واسمه. يزعم أنه لا يتذكر شيئًا من ماضيه. في الحجز، يتجنب ماميا باستمرار أسئلة تاكابي من خلال السؤال عن هويته وحياته الخاصة. يقوم ساكوما بنقل ماميا إلى وحدة الرعاية في السجن..خلال التحقيق، يفقد تاكابي تدريجياً هدوءه ويعبر في نقطة ما عن انزعاجه تجاه فومي أمام ماميا الذي يبدو مسليًا بشكل عميق.
خلال تحقيقاتهم، يكتشف تاكابي وساكوما أن ماميا كان يدرس علم النفس، مع اهتمام خاص بمواضيع المغناطيسية الحيوانية والتنويم الإيحائي. يشتبه تاكابي في أن ماميا ليس لديه مشاكل في الذاكرة على الإطلاق، وأنه في الواقع خبير في التنويم قادر على زرع اقتراحات قاتلة في عقول الغرباء عن طريق تعريضهم لأصوات متكررة أو حركة الماء أو لهب الولاعة. يتم توجيه اتهامات لماميا بالتحريض على القتل، ويتم إيداع فومي في مستشفى الأمراض العقلية بعد رؤية تاكابي رؤية لانتحارها.
يكتشف ساكوما شريط فيديو لرجل غامض، يشتبه في أنه مبتكر التنويم المغناطيسي الياباني، ويعرضه لتاكابي. كانت موضوعة في الفيديو قد خضعت لعلاج الهستيريا وتم تنويمها من قبل الرجل، الذي قد يكون هو الذي يشير إليه ماميا في أدبه عن التنويم المغناطيسي باسم سويجيرو باكورو، الذي أشار بـ إكس في الهواء. فيما بعد، قال ساكوما إن الجرائم الحالية لها صلة بالأحداث السابقة، ووصف ماميا بأنه رسول لجرائم القتل الطقوسية. بعد عرض الشريط، يظهر أن ساكوما قد رسم بلا وعي إكس باللون الأسود على حائطه ويبدأ في تجربة هلوسات تصور تاكابي يحاصره بشكل مخيف. بعد عدة أيام، تجد الشرطة جثة ساكوما مكممة بأصفاد موصولة إلى أنبوب في منزله ويستنتجون أنه انتحر.
يهرب ماميا من السجن، قتل أحد رجال الشرطة في العملية. يتعقبه تاكابي إلى مبنى مهجور ويطلق عليه النار. ماميا، قبل لحظات من موته، يرسم "إكس" في الهواء بإصبعه أمام تاكابي. يستكشف تاكابي المبنى القاحل ويجد ويشغل أسطوانة فونوغراف قديمة تحتوي على تسجيل صوتي لصوت رجل، يُعتقد أنه صوت سويجيرو باكورو، يكرر ما يبدو أنه توجيهات مغناطيسية. وبعد فترة قصيرة، يتم العثور على جثة فومي المتحللة بالفعل من قبل ممرضة، مع إكس محفورة بوحشية في حلقها.
ينتهي الفيلم بشكل غامض في مطعم حيث تخدم النادلة تاكابي، ثم فجأة تستل سكينًا بعد محادثتها مع الشرطي، مما يشير إلى أن هذا الأخير يمتلك الآن نفس القوة التي كان يمتلكها ماميا.

## طاقم التمثيل
- كوجي ياكوشو بدور كينيتشي تاكابي
- ماساتو هاجيوارا بدور كونيو ماميا
- تسويوشي أوجيكي بدور شين ساكوما
- آنا ناكاجاوا بدور فومي تاكابي
- يوريكو دوغوتشي بدور الدكتورة أكيكو مياجيما
- يوكيجيرو هوتارو بدور إيشيرو كوانو
- ديندن بدور أويدا
- رين أوسوجي بدور فوجيوارا
- ماساهيرو تودا بدور تورو هاناوكا
- ميسايو هاروكي بدور توموكو هاناوكا
- شون ناكايام بدور كيمورا
- أكيرا أوتاكا بدور ياسوكاوا
- شوجو سوزوكي بدور تامورا
- توجي كاواهيغاشي بدور الطبيب النفسي
- هاجيمي تانيموتو بدور تاكابي نو شاتشو

## الإطلاق
تم إصدار فيلم دواء في دور العرض السينمائية في اليابان في 27 ديسمبر 1997. عُرض الفيلم في الولايات المتحدة في مهرجان سان فرانسيسكو السينمائي الدولي في 25 أبريل 1998. حصل الفيلم على عرض مسرحي في الولايات المتحدة بواسطة كاوبوي بوكينغ في عام 2001.
تم إصدار الفيلم على فيديو منزلي لأول مرة في المملكة المتحدة كجزء من سلسلة سادة السينما في 23 أبريل 2018. أصدرت مجموعة المعايير الفيلم على أقراص بلو راي في الولايات المتحدة.

## الاستقبال
على موقع التقييمات روتن توميتوز، حصل الفيلم على نسبة موافقة تبلغ 93% بناءً على 51 مراجعة، بمتوسط نقاط 7.34/10. يقول الإجماع النقدي للموقع: «ساحر ومثير للاهتمام نفسيًا». وصف توم ميس من موقع ميدنايت أيس الفيلم بأنه «فيلم رعب بكل ما تحمل الكلمة من معنى». وفي الوقت نفسه، أشار أنتوني سكوت من صحيفة نيويورك تايمز إلى أن كيوشي كوروساوا «يحول الإثارة إلى وسيلة للنقد الاجتماعي الكئيب». سكوت توبياس من إيه. في. كلوب قال: «كوروساوا، وهو مصمم غزير الإنتاج ومتخصص في أفلام الإثارة وأفلام الرعب البسيطة، يقوض المواد المروعة من خلال الحفاظ على مسافة باردة وشبه إكلينيكية من الأحداث وكشف القصة في قطع بيضاوية.» كتبت ستيفاني مونوهان من سكرين سليت: «يمكن القول إن فيلم دواء طغى على أفلام أخرى في سلسلة جي-الرعب في مطلع القرن مثل رينغ (1998) وتجربة أداء (1999)، ولا يزال فيلم دواء واحدًا من أقوى الأعمال في تلك الحقبة.
صرح كوروساوا، متحدثًا عن نجاح دواء: «لقد شاهدت الكثير من أفلام الرعب الأمريكية أثناء نشأتي، وكنت أرغب في إنتاج فيلم من هذا النوع لعدة سنوات. ثم أدى نمو شعبية أفلام النوع إلى تسهيل الأمر علي لقد تمكنت من تمويل المشروع وإنتاجه. لذلك، كانت الظروف هي العامل الرئيسي لنجاح دواء، واستمر في لعب دور مهم في مسيرتي المهنية منذ ذلك الحين».

## وصلات خارجية
- مقالات تستعمل روابط فنية بلا صلة مع ويكي بيانات